# 越岡裕貴
越岡 裕貴（こしおか ゆうき、1986年10月5日 - ）は、日本のアイドル、歌手、俳優、タレント。男性アイドルグループ・ふぉ〜ゆ〜のメンバーである。愛称は、こっしー。
大阪府出身。STARTO ENTERTAINMENT所属。

## 来歴
11歳までは大阪に居住。小学6年生のときに東京に転居する。12歳のとき、SMAPファンの母親がジャニーズ事務所に履歴書を送る。当時は母親に連れられてコンサートには行ったことがあったものの芸能界にもアイドルにも興味は無かったが、「ゲーム買ってあげるから行きなさい」と言われてオーディションに参加。ダンス未経験ながらV6の「Can do! Can go!」を見よう見まねで踊り、1998年11月8日に入所する。同期は亀梨和也、中丸雄一、増田貴久、藤ヶ谷太輔、塚田僚一。ジャニーズJr.内ユニット・B.B.B.やA.B.C.、M.A.D.のメンバーとして活動し、2011年4月からはふぉ〜ゆ〜のメンバーとして、主に舞台を中心に活動している。
2020年、メンバーの松崎祐介と「おつゆ」を結成し、M-1グランプリ2020に出場。1回戦をグループ2位で突破したが、2回戦で敗退した。
2021年、舞台『This is 大奥』で初の単独主演を務める。
2023年、『まくをおろすな！』で映画初出演にして初主演を務める。
2024年3月9日、個人Instagramを開設。

## 人物
家族構成は、父母と妹が2人。普段は標準語で話すが、周りに関西弁を話す人がいると関西弁になる。
天然ボケな一面もあり、ドジをした際や天然ボケな言動が出た際には、「こしる」「こしった」といった言葉が使われ、LINE LIVEではこしり特集が組まれた。「こしってんね」はLINEスタンプにもなっている。
主演舞台『GARNET OPERA』では、『Endless SHOCK』を超える400手もの殺陣を披露している。
趣味はゲームで、堂本光一や寺西拓人、高田翔らと一緒にプレイをすることもある。ポケモンカードゲームも嗜んでおり、YouTubeチャンネル「放課後 GAMING LIFE」ではポケカ深澤カップに出場し、準優勝した。
スキューバダイビングの免許を持っている他、2020年にはLINE LIVEの企画で漢検3級を取得した。
嵐の二宮和也とは仲が良く、嵐のツアー終わりに二宮の家に泊まり車で自宅に送ってもらい、そのまま越岡宅のベランダで二宮が弾き語りをしたり、お台場のガンダムを2人で見に行くなど、ずっと一緒に過ごしていた時期がある。2017年ごろからは二宮を真似して500円貯金をはじめ、2024年11月時点で134万9500円貯まっていることが判明した。
timeleszの寺西拓人とは、『Endless SHOCK』や『THE CIRCUS!』など舞台の共演が続き、2日に1回のペースで食事に行っていたことにより仲良くなった事務所の後輩だが、友達のような関係であり、寺西は越岡のことを「こっしー」と呼ぶ。越岡がお揃いのベルトをプレゼントしたり、サイズ違いのパンツを買って大きい方を寺西にあげるなど、お揃いの服が多い。

## 出演

### 映画
- まくをおろすな!（2023年1月20日、ショウゲート） - 主演・ブン太（紀伊国屋文左衛門） 役[32][33][34]

### 舞台
- THE CIRCUS!（2016年5月14日 - 29日、よみうり大手町ホール） - カルロス 役[35][36]
  - ORIGINAL MUSICAL『THE CIRCUS!』―EPISODE1 The Core―（2017年9月24日 - 10月15日、よみうり大手町ホール / 10月18日、刈谷市総合文化センター大ホール / 10月20日 - 23日、サンケイホールブリーゼ / 10月24日、福岡市民会館） - カルロス 役（映像出演）[37][38]
  - ORIGINAL MUSICAL『THE CIRCUS!』―EPISODE2 Separation―（2018年6月17日 - 7月1日、よみうり大手町ホール / 7月3日、やまと芸術文化ホールメインホール / 7月5日 - 8日、サンケイホールブリーゼ / 7月10日、少年文化センターアートピアホール / 7月12・13日、ももちパレス） - カルロス・レイエス 役[39][40]
  - ORIGINAL MUSICAL『THE CIRCUS!』-エピソードFINAL-（2019年9月13日、新宿文化センター 大ホール / 9月21日 - 29日、新国立劇場中劇場 / 9月15日、黒部市国際文化センター コラーレ / 9月16日、刈谷市総合文化センター アイリス 大ホール / 9月18日・19日、森ノ宮ピロティホール / 10月2日、やまと芸術文化ホール メインホール） - カルロス・レイエス 役[41]
- 赤と黒 サムライ・魂（2019年5月25日 - 31日、東京国際フォーラム / 6月5日 - 9日、COOL JAPAN PARK OSAKA TTホール / 6月21日、東海市芸術劇場）[42] - 難波の駒之助　役[43]
- This is 大奥（2021年4月22日 - 25日、ヒューリックホール東京）[注 1] - 主演・タカツカサ 役[48]
- ッぱち！（2021年5月13日 - 19日、博品館劇場 / 5月28日 - 6月6日、ニッショーホール）[注 2] - 主演・吉岡雅人 役[6]
- 朗読劇『手紙』（2021年9月17日 - 20日、紀伊國屋サザンシアターTAKASHIMAYA）[50] - 武島剛志 役[51]
- GARNET OPERA（2022年1月21日 - 30日、EX TEATER ROPPONGI）[注 3] - 主演・織田信長 役[54][55]
- まくをおろすな！LIVE（2022年8月2日 - 4日、よみうり大手町ホール / 8月10日・11日、中川文化小劇場 / 8月18日 - 20日[注 4]、COOL JAPAN PARK OSAKA TTホール） -  主演・ブン太（紀伊国屋文左衛門） 役[33]
- ミュージカル『ダブル・トラブル』2022-23冬 Team F（2023年2月2日 - 19日、新国立劇場小劇場） - ジミー・マーティン 役[58][59]
- ミュージカル『RUN TO YOU』（2024年8月31日・9月1日、ウインクあいち / 9月5日 - 8日、COOL JAPAN PARK OSAKA TTホール / 9月12日 - 16日、品川プリンスホテル ステラボール） - 主演・ジェミン 役[60]
- ブロードウェイミュージカル『A Year with Frog and Toad〜がまくんとかえるくん』（2025年5月31日・6月1日、春日井市民会館 / 6月6日 - 8日、サンケイホールブリーゼ / 6月12日 - 22日、サンシャイン劇場） - 主演・かえるくん 役（松崎祐介とダブル主演）[61]
- 梅棒 20th Breakdown『FINAL JACKET』（2025年11月20日〈予定〉、サンシャイン劇場）[62]

### バラエティ
- ミュージックジャンプ（1998年 - 2000年3月26日、NHKBS2）[63]
- 愛LOVEジュニア（ - 1998年9月28日、テレビ東京）[63]
- 8時だJ（1998年4月15日 - 1999年9月22日、テレビ朝日）[63]
- 愛ラブB.I.G.（1998年10月5日 - 1999年3月29日、テレビ東京）[63]
- Music-enta（2000年4月19日 - 2001年3月14日、テレビ朝日）[64]

### テレビ番組
- 越岡裕貴&寺西拓人 男だけの韓国旅！〜『RUN TO YOU』韓国ミュージカルの世界（2024年8月24日、日テレプラス）[65]

### コンサート
- Johnny's Winter Concert（1998年12月27日 - 1999年1月6日、横浜アリーナ・大阪城ホール）[63]
- Fresh Spring Concert'99（1999年5月2日 - 6月20日、横浜アリーナ・大阪城ホール）[66]
- ジャニーズJr.特急〈10・9〉投球〈10・9〉コンサート 10月9日東京ドームに大集合!!（1999年10月9日、東京ドーム）[66]
- ジャニーズJr. Spring Concert 2000（2000年4月3日 - 5月7日、横浜アリーナ・大阪城ホール・名古屋レインボーホール）[64]
- ジャニーズJr. 〈東・阪・名〉3大ドームコンサート（2000年9月3日 - 10月15日、東京ドーム・大阪ドーム・ナゴヤドーム）[64]
- ジャニーズJr. Concert タッキー&翼 21世紀の対決（2001年5月3日 - 6月3日、横浜アリーナ・大阪城ホール・名古屋レインボーホール）[67]

## 作品

### 衣装
- ENTA! 2 4U. Zepp in de SHOW -「Scandalous」[68]

### 振付
- わがまま（福田悠太との共作）[69]